# Рейхсрат
Рейхсрат (нем. Reichsrat, Государственный Совет; чеш. Říšská rada, пол. Rada państwa, словен. Državni zbor, итал. Consiglio Imperiale, укр. Державна рада, босн. Carevinsko vijeće) — двухпалатный законодательный орган, парламент «австрийской» части Австро-Венгерской монархии (Цислейтании). Действовал в период с 1867 по 1918 год. Одновременно в Транслейтании законодательные функции исполняло Национальное Собрание (венг. Országgyűlés).

## Структура и полномочия
Рейхсрат состоял из двух палат — верхней (Палаты господ, Herrenhaus), и нижней (Палаты депутатов, Abgeordnetenhaus). Заседания обеих палат проходили в Вене.
В поздний период существования законы, прошедшие обсуждение в Рейхсрате, считались вступившими в силу, если за их принятие проголосовало большинство обеих его палат. Принятые законы публиковались от имени императора в специальном издании — Листе имперских законов (Reichsgesetzblatt). Исключение составляли лишь бюджетное законодательство и законы о мобилизации, принятие которых было возможно и большинством одной палаты депутатов, поскольку соответствующие вопросы являлись общеимперскими. Соответствующие законы подкреплялись контрассигнацией ответственного министра. Кроме Рейхсрата, ограниченными законодательными правами в Цислейтании обладали также ландтаги входивших в её состав земель.

## История
Начиная с 1883 года заседания Рейхсрата проходили в специальном здании, расположенном на венской улице Рингштрассе, в котором ныне происходят заседания австрийского парламента. Ранее для собраний Рейхсрата служило временное деревянное здание (называемое Театр) на улице Верингерштрассе в Альзергрунде.
Впервые понятие Рейхсрата появилось во время Революции 1848—1849 в Мартовской Конституции (1849), в соответствии с которой он являлся законосовещательным органом при особе императора, которому было придано право его созыва. В октябре 1860 число членов Рейхсрата было определено в количестве ста. 20 октября 1860 император издаёт Октябрьский диплом, в соответствии с которым в компетенцию Рейхсрата были переданы любые вопросы внутренней жизни земель империи. 26 февраля 1861 года, под давлением австрийских либералов, имперское правительство издаёт серию законов, получивших название Февральский патент. Согласно ему, Рейхсрат наконец становился подлинным парламентом для всей империи, император же получил право Вето. Тогда же Рейхсрат становится двухпалатным. В соответствии с принятым законодательством, в компетенцию Рейхсрата вошли те проблемы и законы, которые выходили за рамки компетенции местных ландтагов.
После разделения Австрийской монархии в 1867 на две равноправные части — Австрию и Венгрию — Рейхсрат принимает решения, касающиеся проблем лишь австрийской части страны. Это новое упорядочение работы Рейхсрата было оформлено так называемой Декабрьской конституцией от 27 декабря 1867 года, в принципе сохранившей его форму, принятую в 1861 году, однако с выведенными из поля его деятельности землями венгерской короны. До 1873 года депутаты нижней палаты были делегированы местными ландтагами, затем — после реформы избирательного права — избирались прямым голосованием.
До 1915 года австрийский Рейхсрат официально назывался die im Reichsrat vertretenen Königreiche und Länder (представленные Рейхсратом королевства и земель).
Верхняя палата Рейхсрата (палата господ) состояла из следующих категорий населения:
- из эрцгерцогов, достигших совершеннолетия
- из архиепископов и тех епископов, чей титул соответствовал княжескому званию
- из представителей аристократических родов-землевладельцев, которым император пожаловал наследственное право заседать в верхней палате Рейхсрата
- из тех граждан Австро-Венгрии, которым император пожаловал это право за выдающиеся заслуги в научной, культурной, государственной или церковной деятельности.

К примеру, в 1911 году в верхней палате заседали 14 эрцгерцогов, 18 архиепископов и епископов (среди них — 5 князей-архиепископов, 5 архиепископов, 8 князей-епископов), 90 членов из землевладельческой аристократии и 169 пожизненных членов (пожалованное членство). Все они были мужчинами. Начиная с 1907 года члены верхней палаты могли баллотироваться и в нижнюю палату.
В нижнюю палату первоначально (с 1873 года) избирались 353 депутата, сроком на 6 лет. К 1907 году их число возросло до 516. В 1896 году была проведена очередная избирательная реформа, согласно которой избирательное право предоставлялось всем лицам мужского пола старше 24 лет. От этой реформы выиграли в первую очередь новые политические силы — социал-демократы и христианские социалисты, оттеснившие на второй план традиционных консерваторов и либералов. Если в период с 1867 по 1879 год большинство членов палаты депутатов были из рядов Немецкой либеральной партии, в 1879—1893 годах правительство опиралось на большинство Рейхсрата, состоявшее из немецко-австрийских клерикалов и чешских и польских консерваторов, то на выборах 1907 года самой крупной фракцией нижней палаты Рейхсрата становится Христианско-социальная, в 1911 — Социал-демократическая. Предводителем крайне малочисленной демократической группы Рейхсрата был Фердинанд Кронаветер.
Последние выборы в нижнюю палату Рейхсрата состоялись в 1911 году. 21 октября 1918 года его члены образуют временное Народное собрание для Немецкой Австрии (Deutschösterreich), которое 30 октября утверждает временное правительство Австрии и 12 ноября 1918 года принимает закон об аншлюсе Австрии к Германии. В этот день состоялось последнее заседание Рейхсрата. Живший в Вене в 1907—1913 годах А. Гитлер неоднократно, находясь на зрительских местах, наблюдал за скандальными и крикливыми заседаниями в Рейхсрате и, по его словам, тогда уже проникся мыслями о неминуемом крахе как лоскутной Австро-Венгерской монархии, так и любой парламентской демократии.